# Езел
„Езел“ (на турски: Ezel) e турски драматичен сериал, излязъл на телевизионния екран през 2009 г., вдъхновен от романа Граф Монте Кристо на Александър Дюма.

## Излъчване
| Сезон | Начало на сезона  | Край на сезона | Епизоди | Всички епизоди | ТВ сезон    | ТВ канал    |
| ----- | ----------------- | -------------- | ------- | -------------- | ----------- | ----------- |
| 1     | 28 септември 2009 | 21 юни 2010    | 33      | 1 – 33         | 2009 – 2010 | Show TV/ATV |
| 2     | 13 септември 2010 | 20 юни 2011    | 38      | 34 – 71        | 2010 – 2011 | ATV         |

## Сюжет
Йомер е красив мъж с добро сърце, който има двама приятели – Дженгиз и Али и неговата любима Ейшан. Той попада в затвора, най-добрите му приятели ограбват казино и натопяват Йомер, но при пожар в затвора той „умира“. Стар мъж на име Рамиз Караески му помага. Йомер сменя лицето си и започва един нов живот, животът на Езел – човекът без минало.

## Актьорски състав
- Кенан Имирзалъолу – Езел Байрактар
- Исмаил Филиз – Йомер Учар
- Джансу Дере – Ейшан Тезджан Атай
- Игит Йозшенер – Дженгиз Атай
- Баръш Фалай – Али Къргъз „Керпеден“
- Тунджел Куртиз – Рамиз Караески
- Халюк Билгинер – Кенан Биркан
- Бурчин Терзиоолу – Азад Караески
- Седеф Авджъ – Бахар Тезджан
- Берак Тюзюнатач – Бааде Юсал
- Сарп Аккая – Тевфик Заим
- Ръза Коджаоглу – Темуз
- Баде Ишчил – Шебнем Сертуна
- Айча Зейнеп Айдън – Нил Емлак
- Гюрай Кип – Камил Чамлъджа
- Ипек Билгин – Мелиха Учар
- Баязид Гюлерджан – Мюмтаз Учар
- Кемал Учар – Мерт Учар
- Нурхан Йозенен – Селма Хюнер
- Левент Джан – Кая
- Утку Баръш Серма – Джан Атай
- Салих Калион – Сердар Тезджан
- Уфук Байрактар – Рамиз Караески (през 70-те)
- Къванч Татлъту – Секиз / Рамиз Караески
- Джахит Гьок – Кенан Биркан (през 70-те)
- Зейнеп Кьосе – Селма Хюнер (през 70-те)
- Бенгю Бениан – Нюкхет Йозбаа

## В България
В България сериалът започва излъчване на 24 януари 2012 г. по Нова телевизия.
Тъй като сериалът се конкурира с Пепел от рози, заради ниския си рейтинг той е свален от праймтайма и от началото на февруари е преместен по Диема Фемили и завършва на 15 октомври.
На 29 октомври 2013 г. започва повторно излъчване по Нова телевизия от 12.00 и завършва на 2 октомври 2014 г.
На 11 ноември 2021 г. започва повторно излъчване по TDC.
Дублажът е на „Арс Диджитал Студио“ и ролите се озвучават от Елена Русалиева, Силвия Русинова, Симеон Владов, Васил Бинев и Николай Николов. В някои епизодите специално участие взима Виктор Танев, за да озвучи ролята на Къванч Татлъту.
От 2021 г. дублажът е записан наново в студио „Медиа Линк“ и ролите се озвучават от Христина Ибришимова, Ирина Маринова, Илиян Пенев, Любомир Младенов и Владимир Колев.